# Frank Reimann
Frank Reimann (* 31. Juli 1967 in Dessau) ist ein ehemaliger deutscher Volleyball-Nationalspieler.
Frank Reimann spielte Volleyball in der DDR beim Heimatverein SG Dynamo Dessau und ab 1981 für den SC Dynamo Berlin, mit dem er 1990 DDR-Meister und DDR-Pokalsieger wurde. Mit dem Nachfolgeverein SC Berlin wurde er nach der Wende 1991 Ostdeutscher Meister und Pokalsieger. Mit dem SCC Berlin wurde Frank Reimann 1993 Deutscher Meister. Danach ging er für ein Jahr nach Italien zu Pallavolo Falconara. Nach seiner Rückkehr in die deutsche Bundesliga wurde er mit dem ASV Dachau 1995 und 1996 erneut Deutscher Meister und gewann 1997 den DVV-Pokal. 1998 wechselte Frank Reimann zum Zweitligisten TSV Unterhaching, mit dem ihm 2000 der Erstliga-Aufstieg gelang. Von 2002 bis 2010 war er Sportdirektor bei den Hachingern. Frank Reimann war viele Jahre in den Ranglisten des deutschen Volleyballs in den Kategorien Annahme und Angriff vertreten und spielte 158 mal für die Nationalmannschaft der DDR und Deutschlands.